# Spilosoma hirayamae
Spilosoma hirayamae är en fjärilsart som beskrevs av Matsumura 1927. Spilosoma hirayamae ingår i släktet Spilosoma och familjen björnspinnare. Inga underarter finns listade i Catalogue of Life.